# Marcel Schlumberger
Emile Henry Marcel Schlumberger, kurz Marcel Schlumberger, (* 21. Juni 1884 in Gebweiler, Elsass; † 19. August 1953 auf dem Landgut Val-Richer bei Lisieux, Normandie) war ein französischer Ingenieur und Geophysiker. 

## Leben
Seine Eltern waren  Paul Schlumberger, ein Unternehmer in der Textilindustrie, und Marguerite (geb. de Witt), eine Enkelin des Ministers Guizot. Er ging, wie sein Bruder Conrad, zum Studium nach Paris und schloss es 1907 an der École Centrale des Arts et Manufactures ab. Ein weiterer Bruder war der Schriftsteller Jean Schlumberger, Mitgründer der Nouvelle Revue Française. Im Krieg diente er nicht als Soldat, sondern arbeitete in verschiedenen Abteilungen hinter der Front, war zuletzt Wissenschaftsoffizier und wurde mit dem Orden der Ehrenlegion ausgezeichnet. Mit finanzieller Unterstützung des Vaters konnte er ab 1919 mit seinem Bruder wissenschaftlich an der Verwendung elektrischen Stroms zur Untersuchung der Bodenbeschaffenheit arbeiten (Logging). Dies beruhte auf ihrer Entdeckung eines Zusammenhangs zwischen elektrischem Potential und dem Vorkommen von Ölsanden.
Er war dann als wissenschaftlicher Ingenieur, Gutachter oder Organisator in der Industrie tätig. Er arbeitete für viele Gesellschaften in den USA und Europa. 1925 handelte er etwa in Houston mit Royal Dutch Shell einen Vertrag aus und war für deren Tochtergesellschaft Roxana Petroleum tätig. Am 5. September 1927 nahm er mit Conrad in Dieffenbach-lès-Wœrth bei Merkwiller-Pechelbronn die erste  auf elektrischem Widerstand beruhende Bohrlochvermessung vor. Mit einer Sonde konnten die Daten eines 500 m tiefen Bohrlochs ermittelt werden. Das war ein großer Durchbruch, da man zum ersten Mal die geologischen Formationen des Bohrstelle sehr präzise und ohne Bohrkernanalyse identifizieren konnte. 1935 gründeten die beiden in Houston „Schlumberger Well Surveying Corporation“. Nach dem Tod seines Bruders Conrad im Jahre 1936 übernahm er die Führung über das gemeinsame Unternehmen und setzte die Arbeit an der Technologie fort. Er starb 1953 auf dem Landgut der Familie Guizot in der Normandie.

## Ehrungen
- Tour de forage. Das Denkmal wurde 2005 in Dieffenbach-lès-Wœrth im Elsass errichtet und hat die Form eines Bohrturmes. Es erinnert an die Bohrlochvermessung von 1927 und ist den beiden Brüdern gewidmet.